# Francisco Martínez Díaz
Francisco Martínez Díaz (Granada, 6 gennaio 1954) è un ex calciatore spagnolo, di ruolo centrocampista.

## Palmarès

### Club

#### Competizioni nazionali
- Coppa di Spagna: 1

Barcellona: 1980-1981

#### Competizioni internazionali
- Coppa delle Coppe: 2

Barcellona: 1978-1979, 1981-1982